# Тасм
Тасм (тасмиты) — в арабской мифологии одно из «коренных» аравийских племён, обитавшее на востоке Аравии. Согласно преданию, один из тасмитов правил соседним племенем — джадис — и всячески его притеснял, в частности, введя для себя право первой ночи, и однажды племя джадис решило отомстить этому правителю. Джадиситы спрятали в песке оружие и пригласили всех тасмитов на свадебный пир, где и перебили их, достав спрятанное оружие. Единственный тасмит, которому удалось спастись в этой резне, бежал за помощью к йеменскому царю Хасану — союзнику тасмитов. Хасан собрал большое войско и двинулся на столицу джадиситов — город ал-Джаув. В трёх днях пути от него йеменские воины для маскировки взяли в руки ветви деревьев, но их заметила ал-Иамама — девушка из племени джадис, обладавшая острым зрением. Аль-Иамама предупредила джадиситов о движущемся к ним «лесе», но соплеменники не поверили ей, в результате чего были застигнуты врасплох и перебиты. Сама ал-Иамама по приказу царя Хасана была сначала ослеплена, а потом распята на воротах города, который с тех пор стал называться её именем — аль-Иамама.